# Trenes Argentinos Operaciones
Trenes Argentinos Operaciones (legalmente Operadora Ferroviaria S.A.) es una empresa perteneciente al Gobierno de Argentina creada en 2008. Es encargada de la prestación de los servicios de transporte ferroviario que le sean asignados, tanto de cargas como de pasajeros, en todas sus formas, incluyendo el mantenimiento del material rodante. Integra el holding Ferrocarriles Argentinos junto a otras empresas públicas del sector ferroviario. 

## Historia

### Antecedentes
Luego del proceso de privatizaciones que se llevó a cabo a comienzos de la década de 1990 los bienes ferroviarios argentinos que no habían sido concesionados pasaron a ser administrados por la empresa histórica Ferrocarriles Argentinos que comenzó un proceso de liquidación
Posteriormente, desde 1996 y hasta junio de 2000, esos bienes fueron administrados por el ENABIEF (Ente Nacional de Administración de Bienes Ferroviarios), creado por Decreto del Poder Ejecutivo Nacional de 1996. Más tarde, el 1 de junio de 2000, el ENABIEF se fusionó con la Dirección Nacional de Bienes del Estado.
A partir de ese fecha y ese contexto comenzó a funcionar el ONABE (Organismo Nacional de Administración de Bienes) con la tarea de administrar y resguardar en forma óptima los bienes que no tienen afectación directa a las actividades propias del Estado.

### Nacimiento de Operadora Ferroviaria S.E.
La ley 26352 de febrero de 2008 reorganiza la actividad ferroviaria en la Argentina creando dos sociedades del Estado, la Administración de Infraestructuras Ferroviarias (ADIF) y la Operadora Ferroviaria SOFSE (hoy Trenes Argentinos Operaciones). Posteriormente el Decreto 752 del 6 de mayo de 2008 complementó la ley por lo que a partir de fines del año 2008 SOFSE comenzó a desarrollar su tarea.

### Conversión a S.A. y posible privatización
En 2024 el Congreso de la Nación aprobó la ley Bases que declaró a SOFSE como «sujeta a privatización». Un año después el gobierno cambió el tipo de figura jurídica a sociedad anónima, parte necesaria para iniciar el procedimiento de privatización.

## Servicios a cargo de Trenes Argentinos Operaciones
Si bien la Operadora Ferroviaria Sociedad del Estado fue creada en 2008 recién dos años más tarde comenzó a prestar servicios, al asumir los que prestaba Servicios Ferroviarios del Chaco (SEFECHA) en la provincia homónima. En 2011 le fueron asignados a la empresa servicios regionales en las provincias de Salta y Buenos Aires. A partir de la creación del Ministerio del Interior y Transporte, en 2012, SOFSE y su contraparte ADIF comenzaron a desempeñar un papel más importante en la política ferroviaria, asumiendo la administración de todas las líneas suburbanas no concesionadas del Gran Buenos Aires, los servicios de larga distancia a La Pampa (General Pico vía Trenque Lauquen, Catriló - Santa Rosa y Bragado - General Pico vía Realicó), Córdoba y Tucumán vía Rosario y servicios en Entre Ríos anteriormente prestados por el Estado provincial.
Desde mediados de 2013, la Operadora Ferroviaria Sociedad del Estado administra cinco de las siete líneas tradicionales de ferrocarriles suburbanos del Gran Buenos Aires, las líneas Belgrano Sur, Mitre, San Martín, Sarmiento, Roca. Todas las anteriores habían sido operadas por empresas concesionarias desde la privatización de Ferrocarriles Argentinos y su sucesora FEMESA, pero las mismas fueron rescindidas entre 2005 y 2012 por incumplimientos de los respectivos contratos. Entonces fueron asignadas por cuenta y orden del Estado a dos empresas transitorias conformadas por las concesionarias privadas restantes, la Unidad de Gestión Operativa Ferroviaria de Emergencia (UGOFE) y la Unidad de Gestión Operativa Mitre Sarmiento (UGOMS). A partir de 2013 SOFSE y ADIF asumieron el control de la operación y de la infraestructura de las cinco líneas, si bien UGOFE y UGOMS continúan temporalmente a cargo de la prestación del servicio.
Adicionalmente, en 2013 le fue asignada a SOFSE la operación directa del llamado Tren de la Costa, ramal de la línea Mitre que había sido desafectado del servicio de pasajeros en los años 1960 y fue reconstruido en la década de 1990 como emprendimiento comercial privado. El Tren de la Costa es un tren ligero de propósito mayormente turístico que opera como prolongación natural de uno de los ramales de la línea Mitre.
En junio de ese año se estatizó el Tren de la Costa, tras rescindir el contrato de concesión. El Ferrocarril Roca la línea más grande el Área Metropolitana de Buenos Aires con más de 110 millones de personas transportadas en 2014, fue renovada bajo gestión estatal,  se compraron 300 coches 0 km con una inversión de 354 millones de dólares, bajo gestión privada la línea operaba con formaciones eléctricas que fueron compradas en 1986, y trenes diésel construidos o km durante el peronismo que datan de 1954.
En agosto de 2013 y septiembre del mismo año, se transfirieron los contratos de operación de UGOFE y de UGOMS a Sofse, la cual en febrero de 2014 renegoció los contratos. Al final, en el año 2013, se estatizó completamente la Línea Sarmiento.
El 2 de marzo de 2015, el Ministerio del Interior y Transporte rescindió los contratos de las líneas metropolitanas Belgrano Sur, General Roca, Mitre y San Martín, pasando todas a depender de la Operadora Ferroviaria.

### Servicios suburbanos
| Línea              | Ferrocarril                            | Recorrido                                                             | Observaciones                                                                        |
| ------------------ | -------------------------------------- | --------------------------------------------------------------------- | ------------------------------------------------------------------------------------ |
| Línea Belgrano Sur | Ferrocarril General Belgrano           | Sáenz Viaducto - González Catán - Marcos Paz - Lozano                 | Próximamente desde Plaza Constitución y hasta Navarro.                               |
| Línea Belgrano Sur | Ferrocarril General Belgrano           | Sáenz Provisoria - Marinos del Crucero General Belgrano               | En servicio reducido Tapiales - Marinos del Crucero General Belgrano por obras.      |
| Línea Belgrano Sur | Ferrocarril General Belgrano           | Apeadero Kilómetro 12 - Estación Libertad                             |                                                                                      |
| Línea Belgrano Sur | Ferrocarril General Belgrano           | Tomás Jofré - Mercedes                                                |                                                                                      |
| Línea Mitre        | Ferrocarril General Bartolomé Mitre    | Retiro Mitre - Tigre                                                  |                                                                                      |
| Línea Mitre        | Ferrocarril General Bartolomé Mitre    | Retiro Mitre - José León Suárez                                       |                                                                                      |
| Línea Mitre        | Ferrocarril General Bartolomé Mitre    | Retiro Mitre - Bartolomé Mitre                                        |                                                                                      |
| Línea Mitre        | Ferrocarril General Bartolomé Mitre    | Victoria - Capilla del Señor                                          | Servicio interrumpido por obras. Próximamente hasta San Antonio de Areco y Arrecifes |
| Línea Mitre        | Ferrocarril General Bartolomé Mitre    | Villa Ballester - Zárate                                              |                                                                                      |
| Tren de la Costa   | Ferrocarril General Bartolomé Mitre    | Avenida Maipú - Delta                                                 |                                                                                      |
| Línea Roca         | Ferrocarril General Roca               | Plaza Constitución - La Plata                                         |                                                                                      |
| Línea Roca         | Ferrocarril General Roca               | Plaza Constitución - Ezeiza                                           |                                                                                      |
| Línea Roca         | Ferrocarril General Roca               | Plaza Constitución - Alejandro Korn                                   |                                                                                      |
| Línea Roca         | Ferrocarril General Roca               | Plaza Constitución - Circuito Bosques - Plaza Constitución            |                                                                                      |
| Línea Roca         | Ferrocarril General Roca               | Bosques - Juan María Gutiérrez                                        |                                                                                      |
| Línea Roca         | Ferrocarril General Roca               | Temperley - Haedo                                                     | Combina con la línea Sarmiento.                                                      |
| Línea Roca         | Ferrocarril General Roca               | Tren Universitario de La Plata (La Plata - Hospital San Juan de Dios) |                                                                                      |
| Línea Roca         | Ferrocarril General Roca               | Ezeiza - Cañuelas - Lobos - Monte                                     |                                                                                      |
| Línea Roca         | Ferrocarril General Roca               | Alejandro Korn - Chascomús                                            |                                                                                      |
| Línea San Martín   | Ferrocarril General San Martín         | Retiro San Martín - Dr. Domingo Cabred                                |                                                                                      |
| Línea San Martín   | Ferrocarril General San Martín         | Caseros - Haedo                                                       | Proyectado                                                                           |
| Línea Sarmiento    | Ferrocarril Domingo Faustino Sarmiento | Once de Septiembre - Moreno                                           |                                                                                      |
| Línea Sarmiento    | Ferrocarril Domingo Faustino Sarmiento | Merlo - Lobos                                                         |                                                                                      |
| Línea Sarmiento    | Ferrocarril Domingo Faustino Sarmiento | Moreno - Mercedes                                                     |                                                                                      |

| Línea                        | Ferrocarril                 | Recorrido                              | Observaciones |
| ---------------------------- | --------------------------- | -------------------------------------- | ------------- |
| Servicio regional Entre Ríos | Ferrocarril General Urquiza | Paraná - Enrique Berduc - Jorge Méndez |               |

| Línea                         | Ferrocarril                  | Recorrido                          | Observaciones |
| ----------------------------- | ---------------------------- | ---------------------------------- | ------------- |
| Tren metropolitano de Córdoba | Ferrocarril General Belgrano | Córdoba / Alta Córdoba - La Calera |               |

### Servicios interurbanos
| Provincias          | Ferrocarril                         | Recorrido | Observaciones |
| ------------------- | ----------------------------------- | --- | --- |
| Chaco               | Ferrocarril General Belgrano        | Sáenz Peña - Chorotis | Servicio Interurbano dentro de la Provincia del Chaco a través de los ramales Ramal C3 y del Ramal C6 del Ferrocarril General Belgrano.              |
| Chaco               | Ferrocarril General Belgrano        | Resistencia - Cacuí - Puerto Tirol                                                                                             | Servicio Metropolitano dentro de la Provincia del Chaco que conecta las ciudades de Resistencia, Fontana y Puerto Tirol a través del ramal Ramal C3. |
| Chaco y Santa Fe    | Ferrocarril General Belgrano        | Cacuí - Charadai - Los Amores                                                                                                  | Servicio interprovincial entre las provincias de Chaco y Santa Fe a través de los ramales Ramal C3 y Ramal F del Ferrocarril General Belgrano.       |
| Santa Fe            | Ferrocarril General Belgrano        | Rosario Norte - Cañada de Gómez                                                                                                | |
| Córdoba             | Ferrocarril General Belgrano        | Villa María - Córdoba | |
| Córdoba             | Ferrocarril General Belgrano        | Tren de las Sierras (Córdoba - Alta Córdoba - Rodríguez del Busto / La Calera - Valle Hermoso - La Cumbre - Capilla del Monte) | Recorrido sobre el ramal A1 del Ferrocarril General Belgrano                                                                                         |
| Salta               | Ferrocarril General Belgrano        | Güemes - Salta - Campo Quijano.                                                                                                | Presta un servicio interurbano en la provincia de Salta a través del Ramal C13 y C14 del Ferrocarril Belgrano.                                       |
| Santiago del Estero | Ferrocarril General Bartolomé Mitre | La Banda - Fernández | |
| Río Negro y Neuquén | Ferrocarril General Roca            | Tren del Valle (Cipolletti - Neuquén - Plottier)                                                                               | |

### Servicios de larga distancia
| Ferrocarril                            | Recorrido                                                  | Observaciones                          |
| -------------------------------------- | ---------------------------------------------------------- | -------------------------------------- |
| Ferrocarril General Bartolomé Mitre    | Retiro San Martín - Córdoba                                |                                        |
| Ferrocarril General Bartolomé Mitre    | Retiro San Martín - Tucumán                                |                                        |
| Ferrocarril General Bartolomé Mitre    | Retiro San Martín - Rosario Norte                          |                                        |
| Ferrocarril General San Martín         | Retiro San Martín - Junín                                  |                                        |
| Ferrocarril General Roca               | Plaza Constitución - Bahía Blanca Sud                      | Interrumpido por problemas operativos. |
| Ferrocarril General Roca               | Plaza Constitución - Mar del Plata                         |                                        |
| Ferrocarril General Roca               | Plaza Constitución - General Guido - Divisadero de Pinamar |                                        |
| Ferrocarril Domingo Faustino Sarmiento | Once - Bragado                                             |                                        |

### Servicio internacional
| Servicio                                                    | Ferrocarril                                                  | Observaciones |
| ----------------------------------------------------------- | ------------------------------------------------------------ | --- |
| Tren Binacional Posadas-Encarnación (Argentina - Paraguay ) | Ferrocarril General Urquiza-Ferrocarril Carlos Antonio López | Servicio binacional ofrecido entre la ciudad de Posadas, en la provincia de Misiones, Argentina y la ciudad de Encarnación, en el departamento de Itapúa, en Paraguay. Es operado en partes iguales por Trenes Argentinos Operaciones y por la empresa privada Casimiro Zbikoski S.A. En territorio argentino corre a través del Ferrocarril General Urquiza, mientras que del lado paraguayo lo hace por las vías del Ferrocarril Carlos Antonio López. |

## Autoridades
| N.º | Presidente             | Partido | Partido               | Periodo                                          | Presidente                     |
| --- | ---------------------- | ------- | --------------------- | ------------------------------------------------ | ------------------------------ |
| 1   | Marcelo López Arias    |         | Partido Justicialista | 14 de abril de 2008 - 9 de noviembre de 2009     | Cristina Fernández de Kirchner |
| 2   | Juan Araya             |         | Partido Justicialista | 9 de noviembre de 2009 - 18 de julio de 2012     | Cristina Fernández de Kirchner |
| 3   | Guillermo Justo Chaves |         | Partido Justicialista | 18 de julio de 2012 - 8 de julio de 2013         | Cristina Fernández de Kirchner |
| 4   | Alejandro Croucher     |         | Partido Justicialista | 8 de julio de 2013 - 6 de diciembre de 2013      | Cristina Fernández de Kirchner |
| 5   | Ignacio Casasola       |         | Partido Justicialista | 6 de diciembre de 2013 - 10 de diciembre de 2015 | Cristina Fernández de Kirchner |
| 6   | Marcelo Orfila         |         | Propuesta Republicana | 17 de diciembre de 2015 - 2 de enero de 2020     | Mauricio Macri                 |
| 7   | Martín Marinucci       |         | Frente Renovador      | 2 de enero de 2020 - 10 de diciembre de 2023     | Alberto Fernández              |
| 8   | Luis Adrián Luque      |         | Frente Renovador      | 2 de febrero de 2024 - 30 de julio de 2024       | Javier Milei                   |
| 9   | Matías Galparsoro      |         | Independiente         | 30 de julio de 2024 - 30 de mayo de 2025         | Javier Milei                   |
| 10  | Gerardo Boschin        |         | Independiente         | 30 de mayo de 2025 - actualidad                  | Javier Milei                   |

## Galería

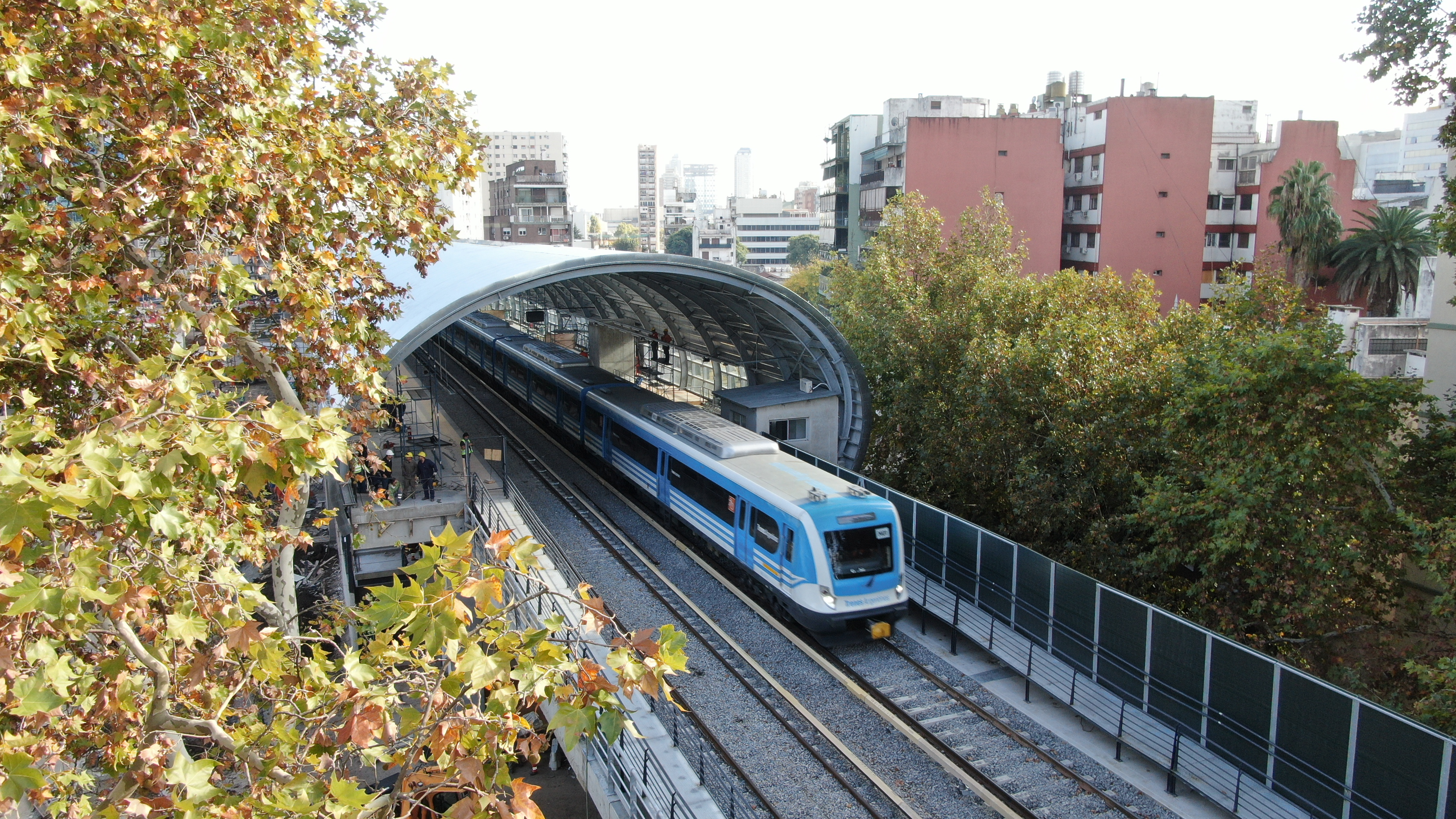
Un CSR EMU saliendo de la estación Belgrano C.
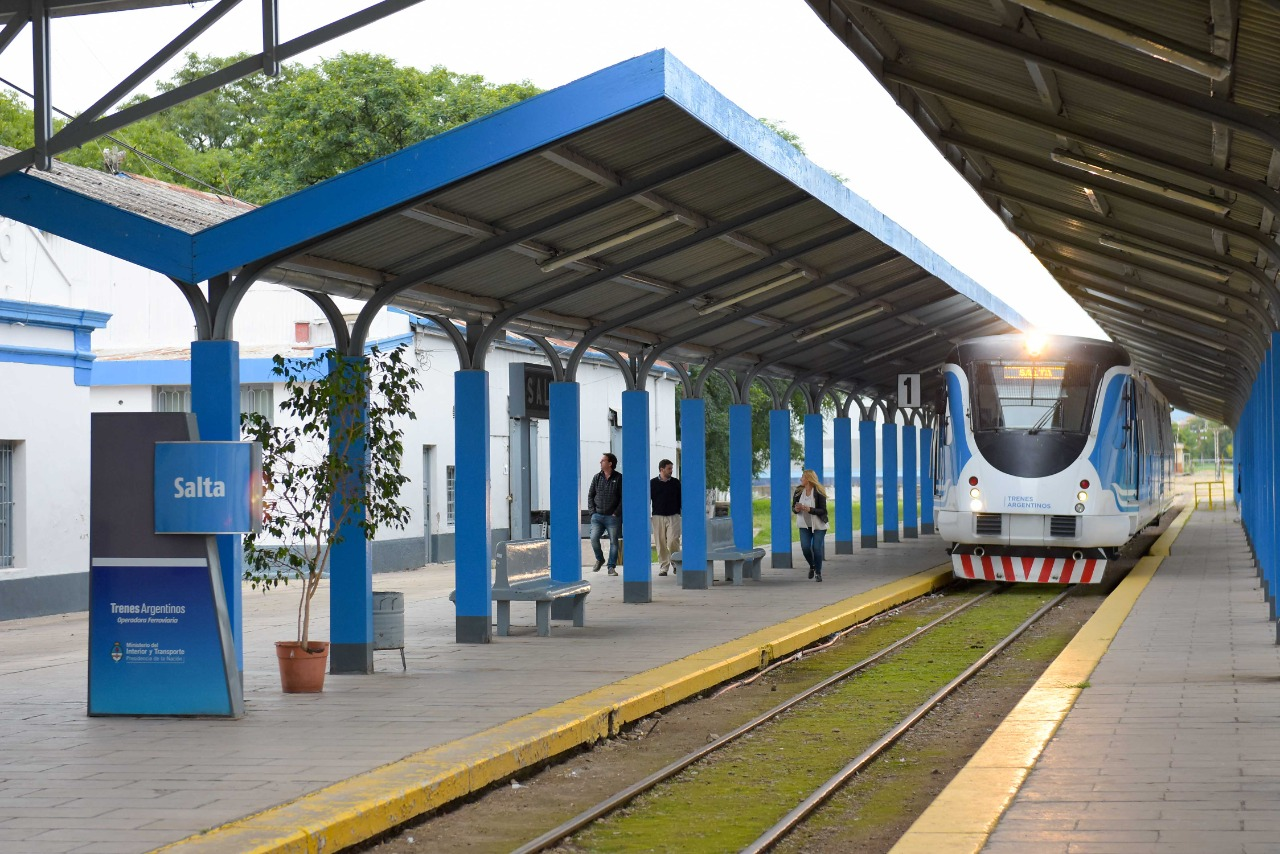
Un Emepa Alerce en la estación Salta.
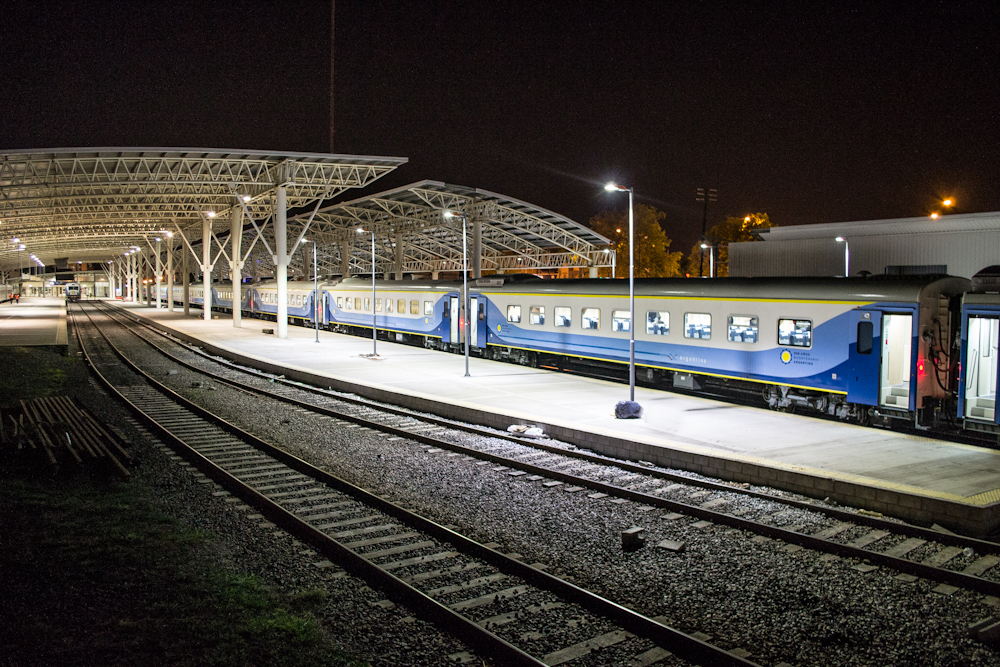
Servicio de larga distancia en la Terminal Ferroautomotora de Mar del Plata.
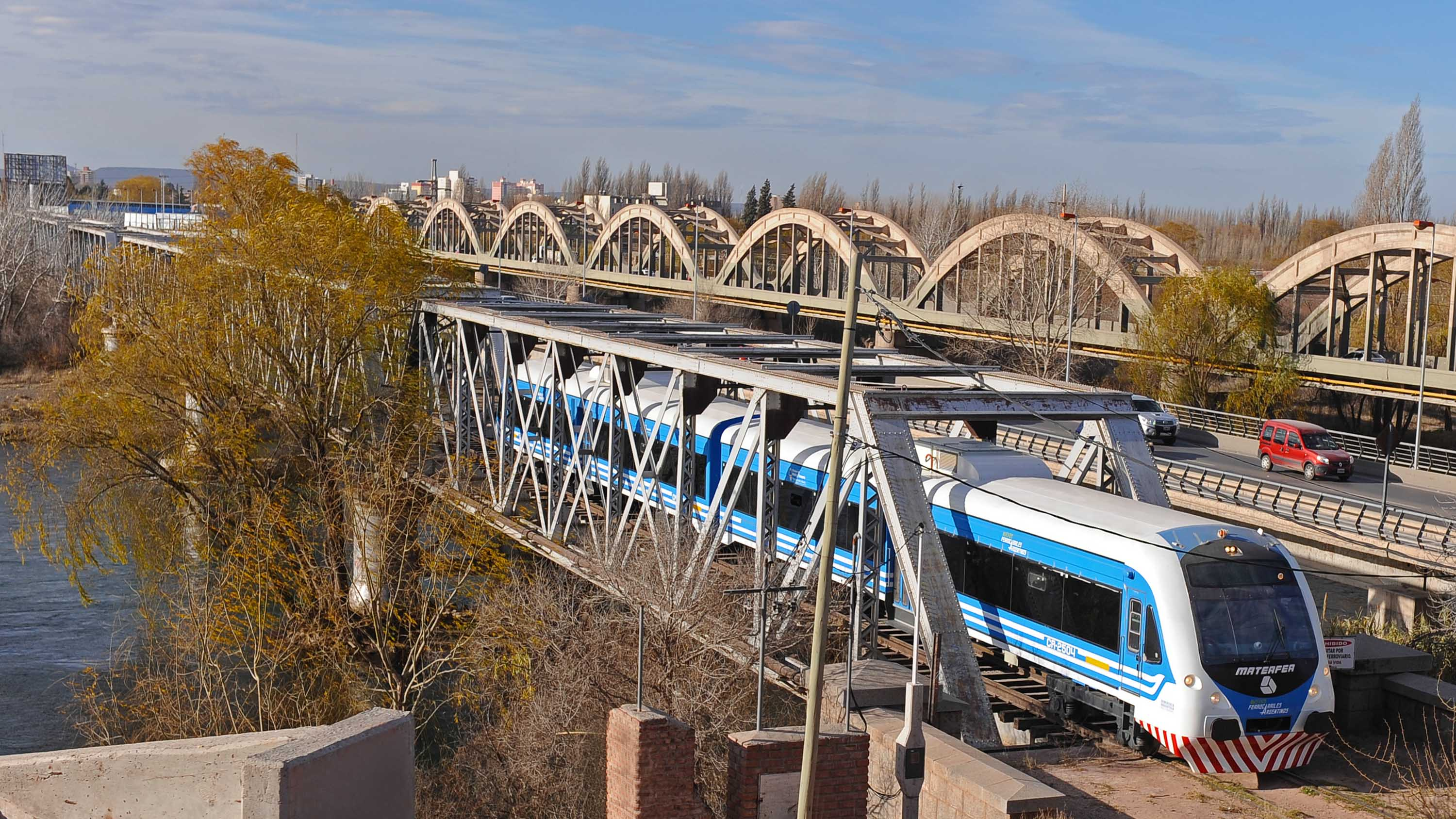
Un Materfer CMM 400-2 del Tren del Valle.
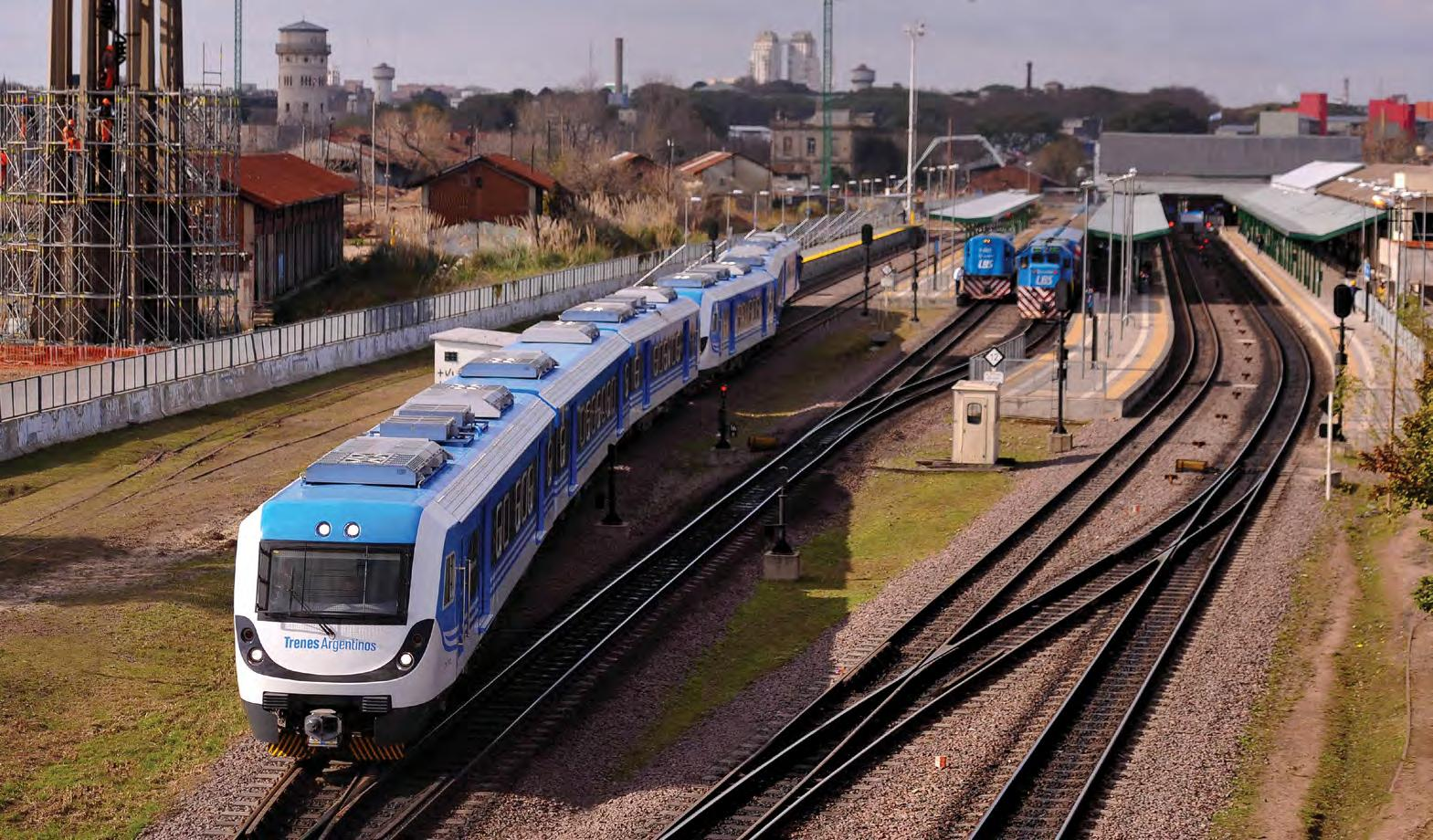
Un CNR DMU saliendo de la ex estación Buenos Aires.
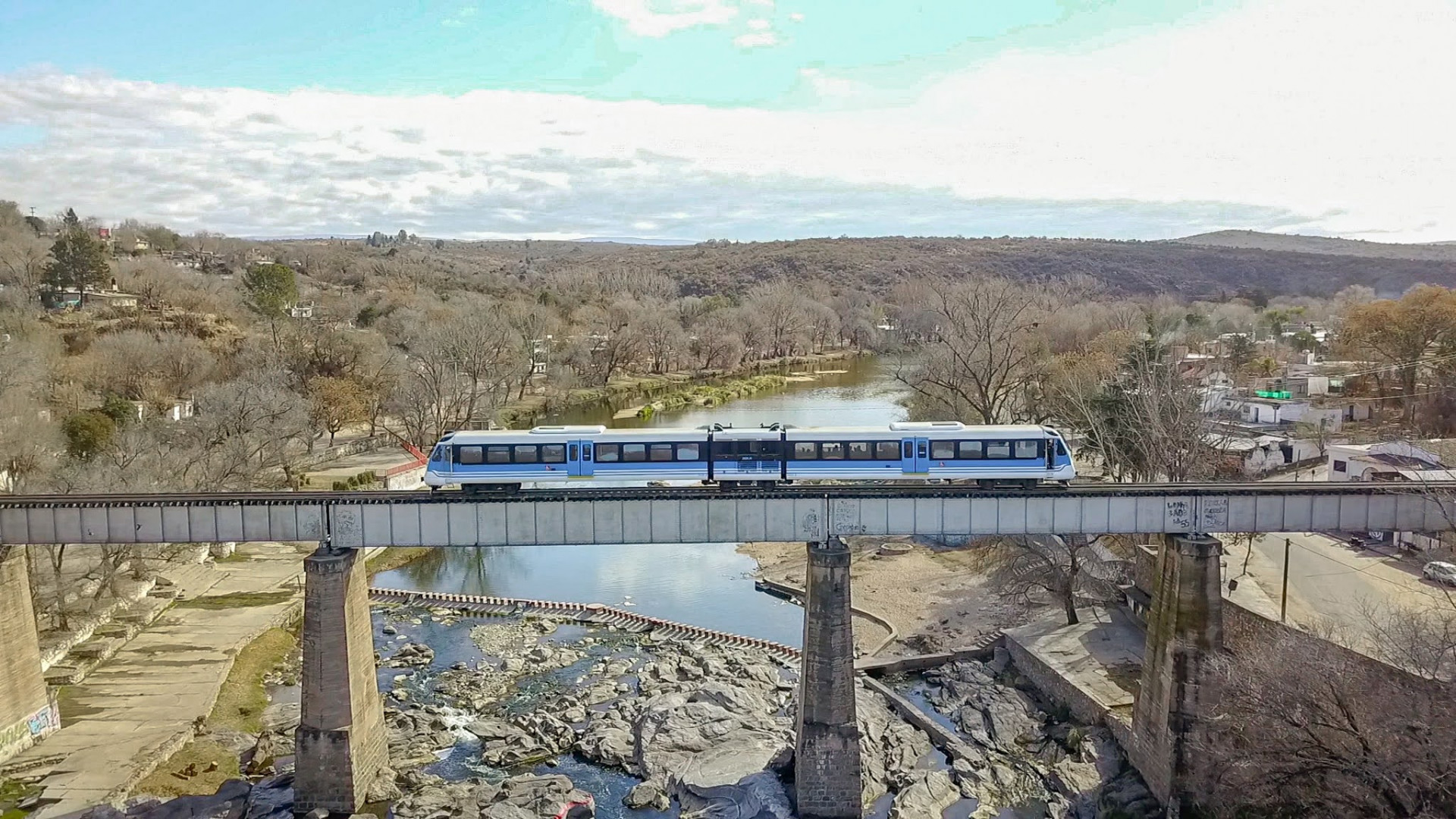
Tren de las Sierras.
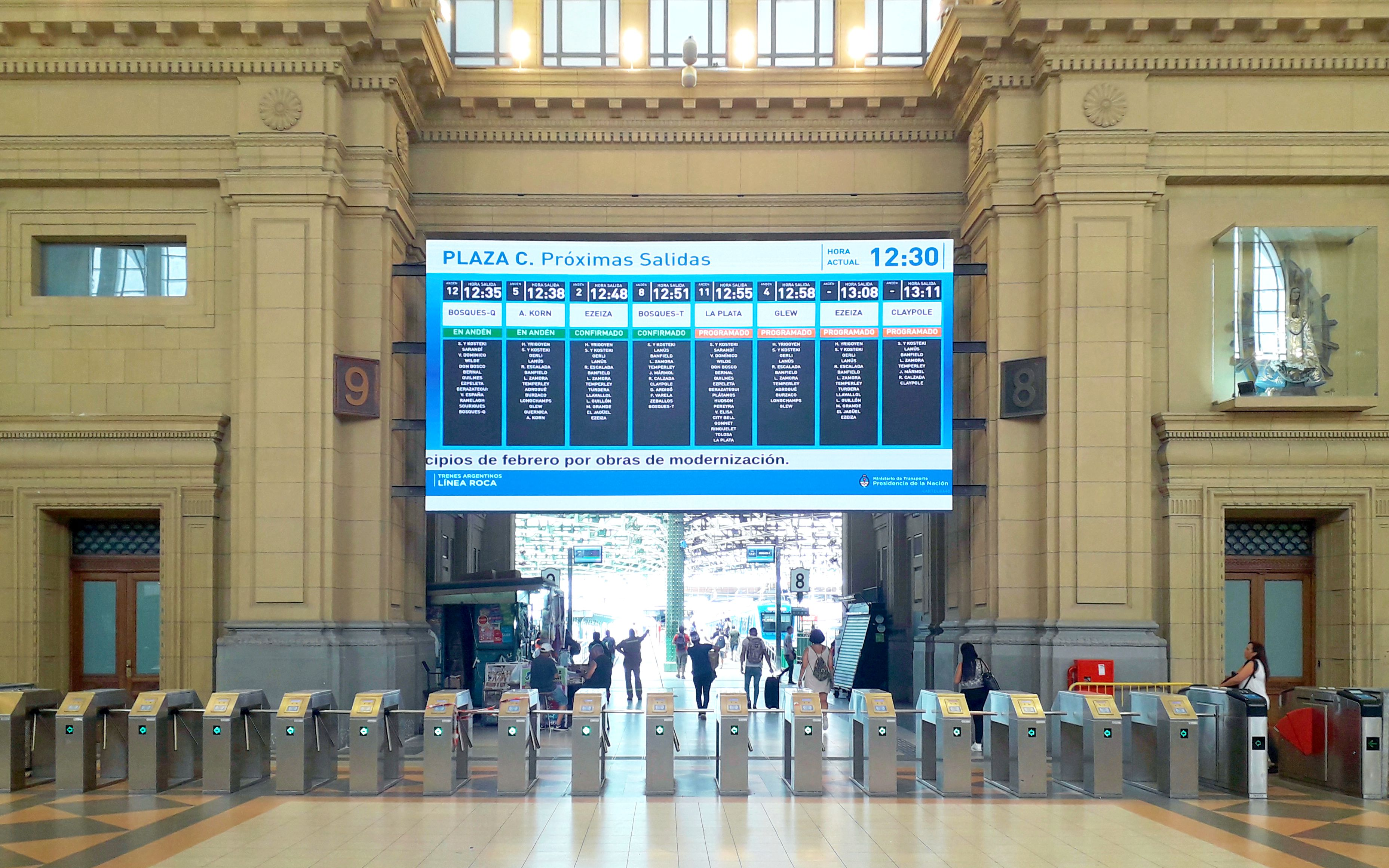
Cartel electrónico central de la estación Plaza Constitución.
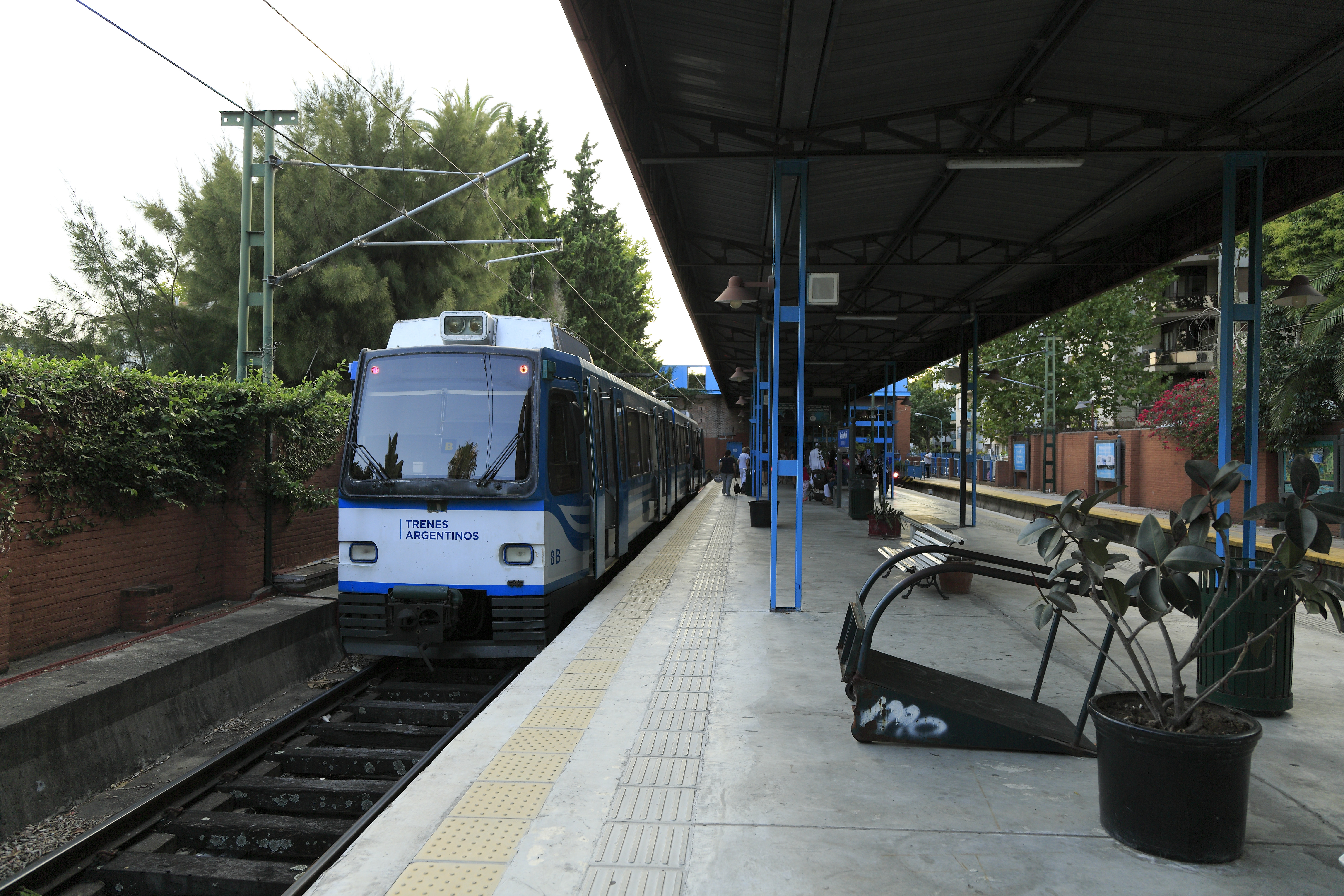
Un coche CAF del Tren de la Costa estacionado en la estación Avenida Maipú.